# George D. Perkins
George Douglas Perkins (* 29. Februar 1840 in Holley, Orleans County, New York; † 3. Februar 1914 in Sioux City, Iowa) war ein US-amerikanischer Politiker. Zwischen 1891 und 1899 vertrat er den Bundesstaat Iowa im US-Repräsentantenhaus.

## Werdegang
George Perkins besuchte die öffentlichen Schulen seiner Heimat. Später zog er nach Baraboo in Wisconsin, wo er eine Lehre im Druckerhandwerk absolvierte. Im Jahr 1860 zog er nach Cedar Falls in Iowa, wo er bis 1866 die Zeitung „Gazette“ herausgab. Zwischen August 1862 und Januar 1863 war er während des Bürgerkrieges Soldat in der Armee der Union. Von 1866 bis 1869 arbeitete Perkins in Chicago für die Northwestern Associated Press. Ab 1869 lebte er in Sioux City, wo er ebenfalls eine Zeitung herausgab.
Politisch war er Mitglied der Republikanischen Partei. Zwischen 1874 und 1876 gehörte er dem Senat von Iowa an. In den Jahren 1880 und 1882 war er Einwanderungsbeauftragter der Regierung des Staates Iowa. Anschließend war er von 1883 bis 1885 als US Marshal für das nördliche Iowa zuständig. In den Jahren 1876, 1880, 1888, 1908 und 1912 war Perkins Delegierter zu auf den jeweiligen Republican National Conventions.
1890 wurde Perkins im zehnten Wahlbezirk von Iowa in das US-Repräsentantenhaus in Washington, D.C. gewählt. Dort trat er am 4. März 1891 die Nachfolge von Isaac S. Struble an. Nach drei Wiederwahlen konnte er bis zum 3. März 1899 vier zusammenhängende Legislaturperioden im Kongress absolvieren. In diese Zeit fiel der Spanisch-Amerikanische Krieg von 1898. Damals kamen unter anderem die Philippinen und das ehemalige Königreich Hawaiʻi unter amerikanische Verwaltung.
Im Jahr 1898 wurde Perkins von seiner Partei nicht mehr für eine weitere Legislaturperiode nominiert. Danach widmete er sich wieder seinen journalistischen Aufgaben, indem er in Sioux City weiterhin eine Zeitung herausgab. George Perkins verstarb am 3. Februar 1914 und wurde in Sioux City beigesetzt.